# Yentl Bekaert
Yentl Bekaert (18 juli 1999) is een Belgische voormalig veldrijder. Hij was een specialist in het rijden in de modder.

## Carrière
In 2014 werd Yentl Bekaert nationaal kampioen bij de eerstejaars nieuwelingen. Bij de junioren kon hij die prestatie net niet evenaren, maar eindigde tweede op het nationaal kampioenschappen van 2017. In oktober 2016 won hij de wereldbekerwedstrijd in Valkenburg en de openingswedstrijd van de DVV-Trofee in Ronse.
Vanaf het winterseizoen 2017/2018 reed Yentl Bekaert in de beloften categorie. In het seizoen 2019/2020 werd hij tweede in de DVV-Trofee voor beloften. In 2020 werd hij 10e op het WK in Dübendorf bij de U23-categorie
Vanwege de coronapandemie reden de beloften tijdens het seizoen 2020-2021 samen met de elite. Bekaert kon alleen in Bredene (30 december 2020) een top 10 notering uit de brand slepen. België vaardigde vanwege aangescherpte coronamaatregelen in België, geen ploeg af voor het EK U23 in Rosmalen. Bekaert zat niet in de selectie voor het WK bij de beloften in Oostende. 
Sinds seizoen 2021/2022 reed Bekaert bij de Elite. In januari 2021 meldde media dat Bekaert een mondeling akkoord heeft voor een contractverlenging van één jaar. In maart 2022 werd zijn contract nog eens voor één jaar verlengd. Bekaert volgt naast zijn wielercarrière een opleiding elektronica-ICT.
In seizoen 2022/2023 wist Bekaert als beste resultaat een podiumplaats te behalen in de Toi Toi Cup cross in het Tsjechische Jičín. Hij was actief bij Baloise - Trek Lions, het team van voormalig veldrijder Sven Nys. Omdat zijn resultaten tegenvielen en hij onvoldoende aansluiting wist te vinden met de toprenners, kondigde hij in februari 2023 zijn afscheid aan.

## Ploegen
- 2018/19 –  Baloise - Trek Lions
- 2019/20 –  Baloise - Trek Lions
- 2020/21 –  Baloise - Trek Lions
- 2021/22 –  Baloise - Trek Lions
- 2022/23 –  Baloise - Trek Lions